# Motte van Wange

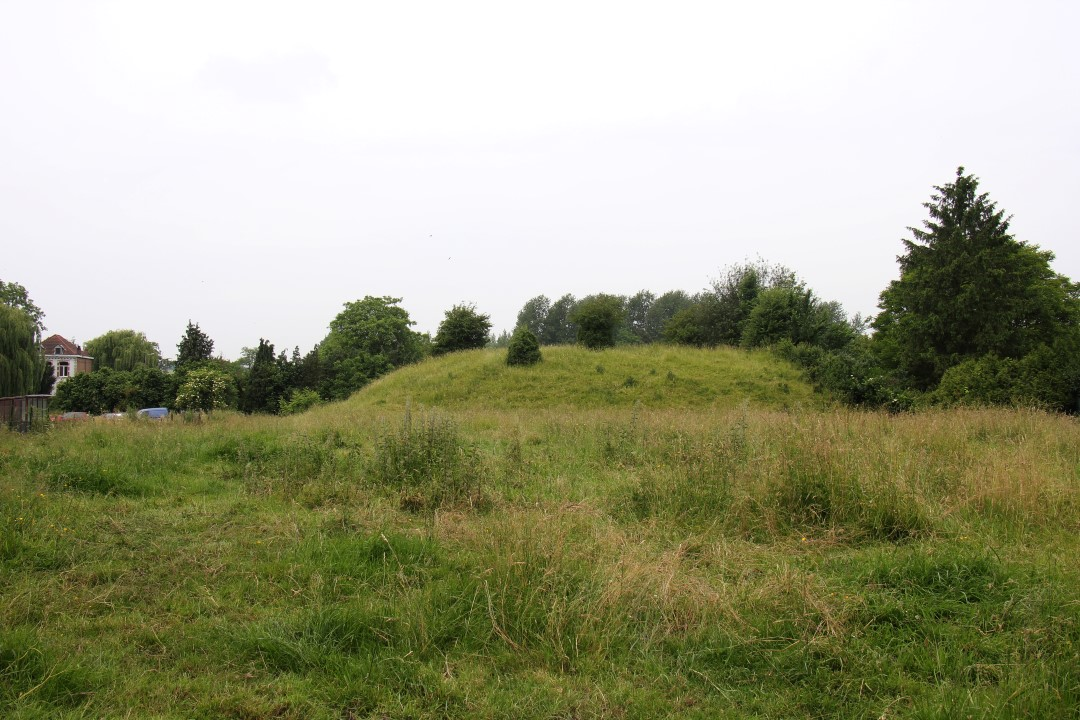

De Motte van Wange is een archeologische site in de tot de Vlaams-Brabantse gemeente Landen behorende plaats Wange, gelegen aan de Overhespenstraat.
Hoewel men dacht dat het om een Romeinse grafheuvel (tomme) zou gaan, bleek het een feodale motte te zijn. In 1895 werd archeologisch onderzoek uitgevoerd waarbij materiaal uit de 13e en 14e eeuw werd aangetroffen. Dit was gesitueerd in een brandlaag zodat men vermoedt dat hier een houten gebouw heeft gestaan. Later werd de heuvel nog verhoogd en mogelijk was er toen een houten verdedigingstoren op gebouwd, maar resten van een stenen gebouw werden niet aangetroffen.
De motte, die in de vallei van de Kleine Gete ligt, werd sterk aangetast door de landbouw en aan de westkant door een steenbakkerij. Hij heeft nog een doorsnede van 25 meter en is 4 tot 5 meter hoog.